# Sedilia

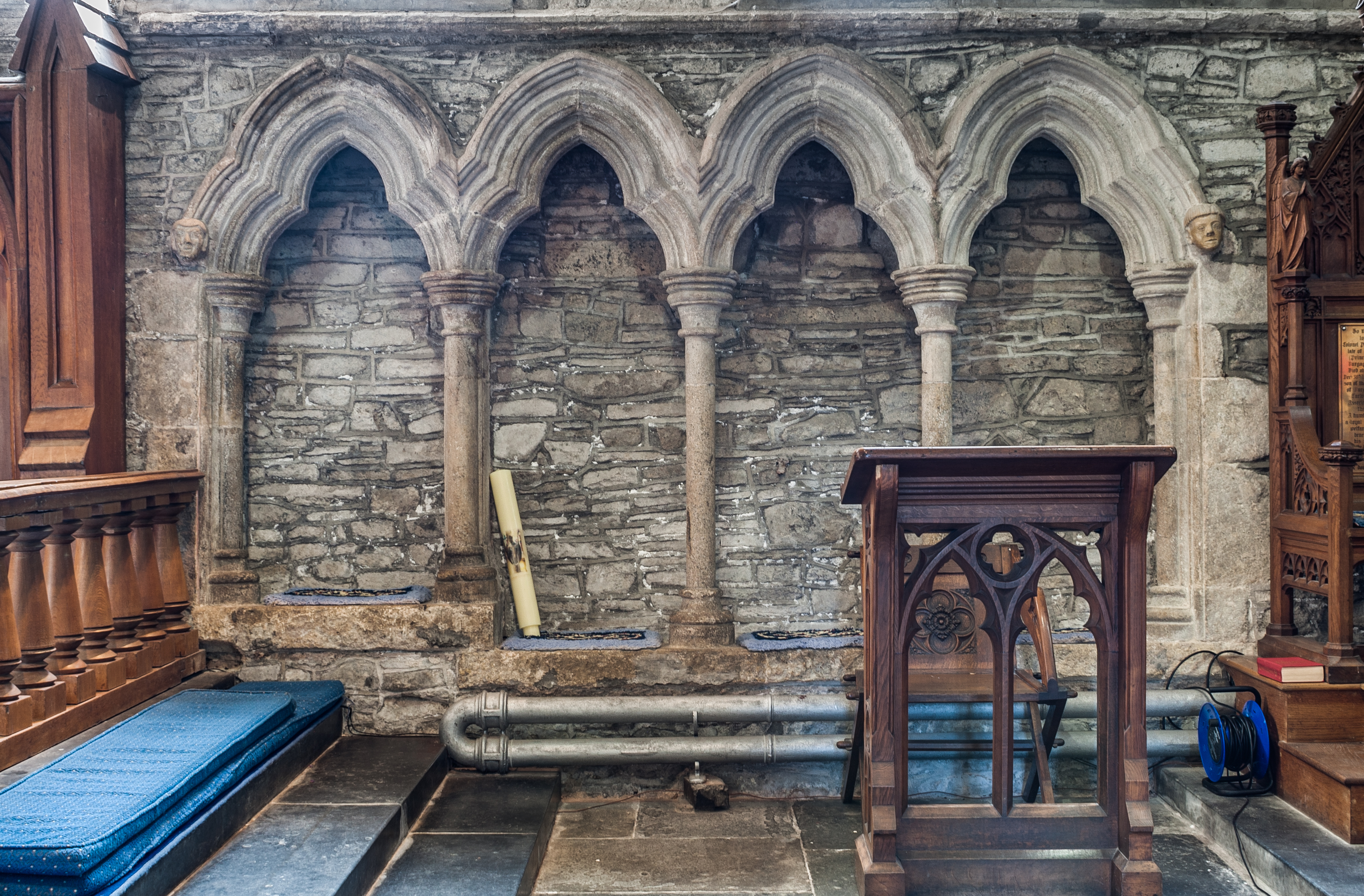
La sedilia de la cathédrale Saint-Laserian de Leighlin.

Les sedilia sont un élément, soit de mobilier liturgique, soit d'architecture chrétienne médiévale. Étymologiquement, il s'agit des « sièges » du célébrant et de ses acolytes.
Dans l'architecture religieuse qui s'est déployée à partir du XIIe siècle dans les Îles Britanniques, puis dans les zones qu'elles ont culturellement influencé, mais aussi en Europe centrale, il s'agit d'une niche creusée dans le mur latéral du chœur ou parfois de la nef.

## Description
Dans l'usage le plus courant, c'est-à-dire celui développé dans l'architecture religieuse britannique et centre-européenne, les sedilia sont des niches creusées dans un mur intérieur de l'église. Elles sont généralement creusées dans le mur intérieur droit du chœur, c'est-à-dire le mur méridional si l'église est orientée.
Les sedilia comportent généralement un, deux ou trois sièges ; cette dernière configuration est parfois jugée la plus canonique ; mais des configurations avec plus de places existent,.
Dans certains cas, les niches ne sont pas au même niveau, mais descendent d'est en ouest, du sanctuaire vers la nef. Dans ce cas le célébrant n'était pas placé au milieu mais à l'est, sur le siège le plus élevé.

## Historique
Les premières sedilia étaient de simple bancs en pierre. Mais, dès la fin du XIIe siècle, les architectes d'église commencent à encastrer les sedilia dans les murs des églises. À cette époque, la mise en place de sedilia devient la règle dans les Îles Britanniques, alors que les autres pays européens conservent souvent des sedilia mobiles en bois.
Les niches sont voûtées, dans l'immense majorité des cas en ogive. Initialement les formes sont très simples, mais au fur et à mesure du Moyen Âge, des ornementations s'y rajoutent : toits, auvents, guirlandes, trèfles ou pinacles.
Dans les versions les plus tardives, le baptistère est parfois intégré aux sedilia, s'intégrant dans la niche la plus orientale
Dans les formes post-médiévales, il s'agit parfois de nouveau de simples sièges, mobiles, décorés ou non.

## Galerie

Différents exemples de sedilia
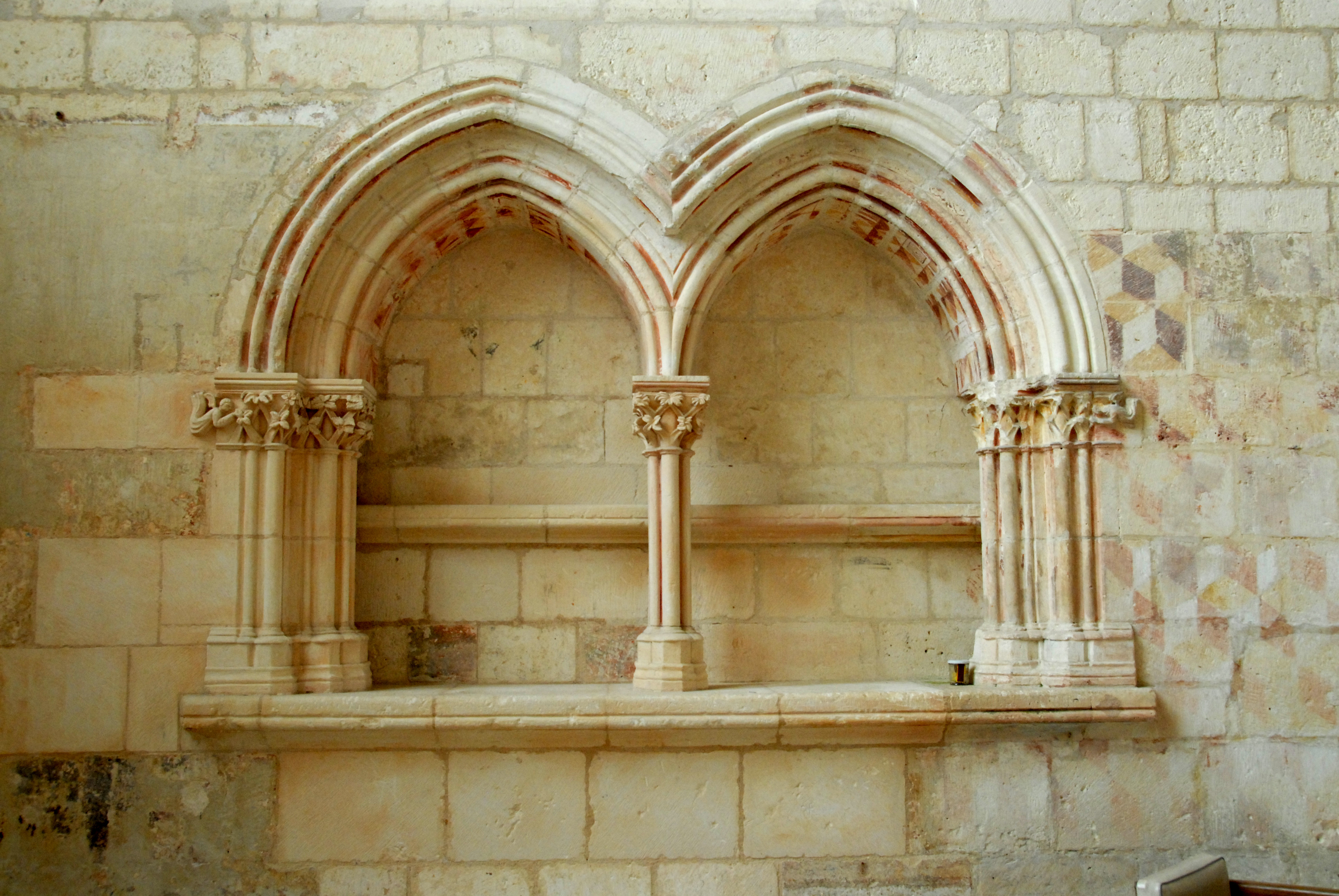
Les sedilia de l'abbaye de Sablonceaux, en France.
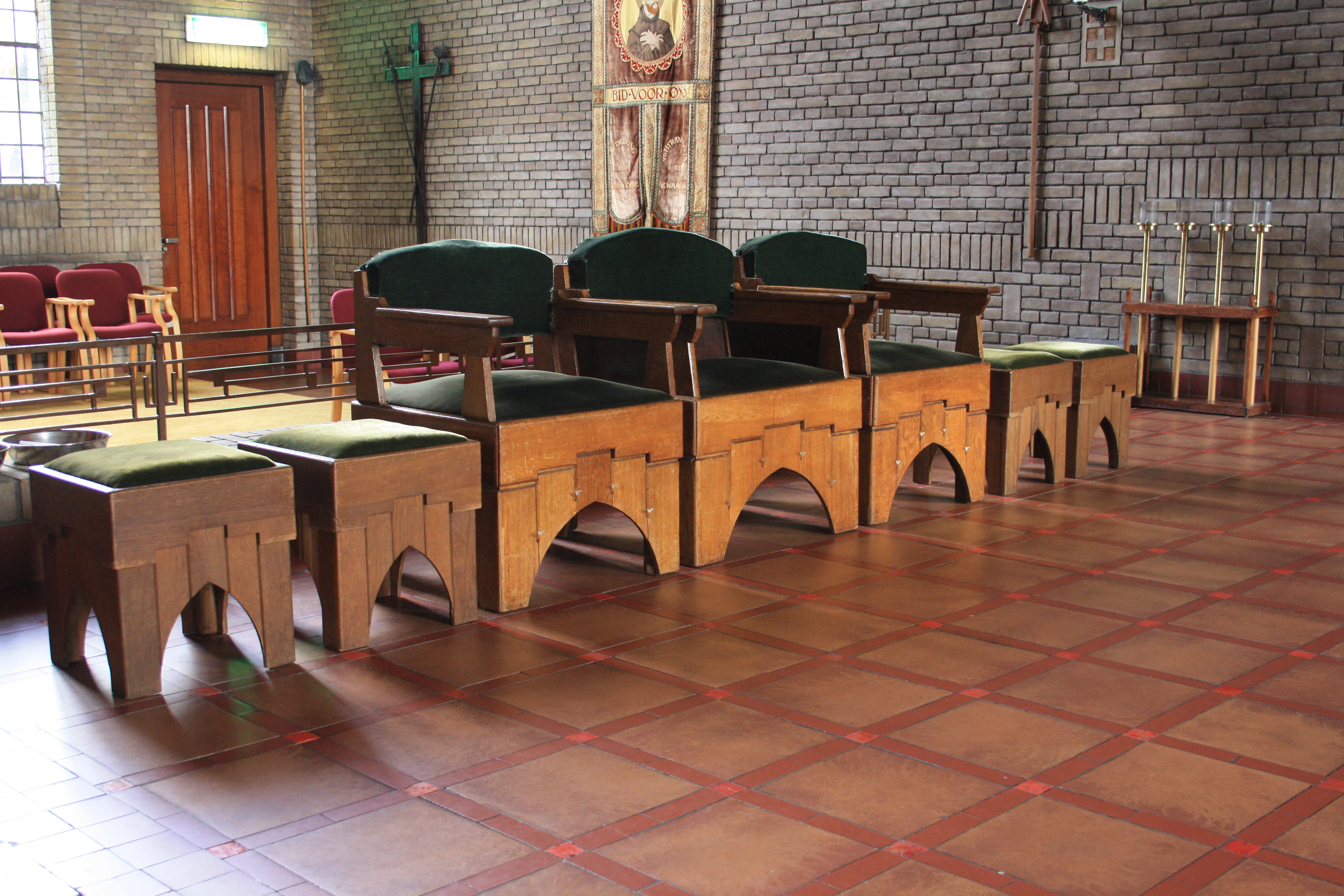
Sedilia modernes dans l'église Saint-Martin de Zwaag (nl), aux Pays-Bas.
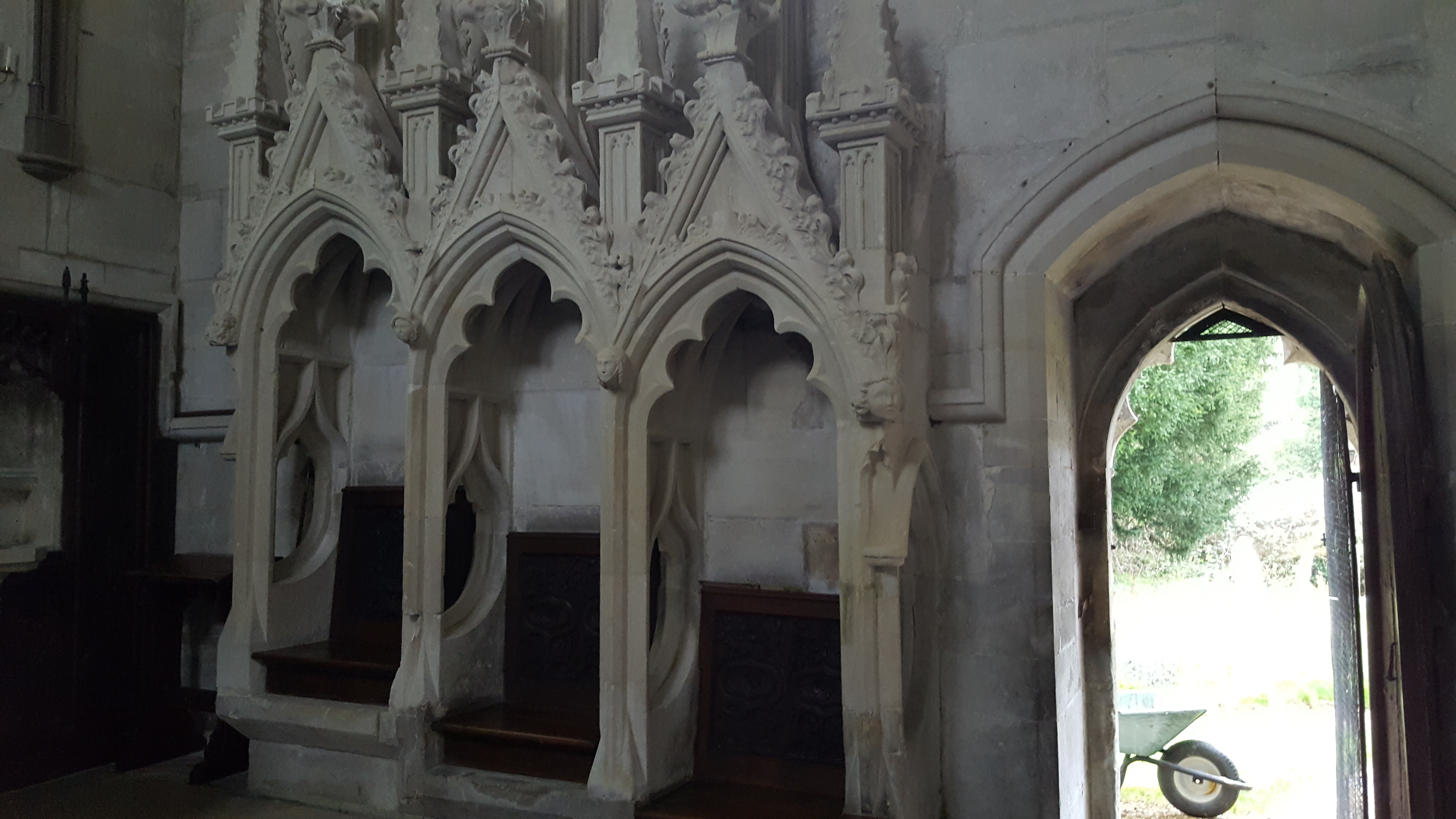
Sedilia de l'église Saint-Jean-Baptiste de Bishopstone, en Angleterre.
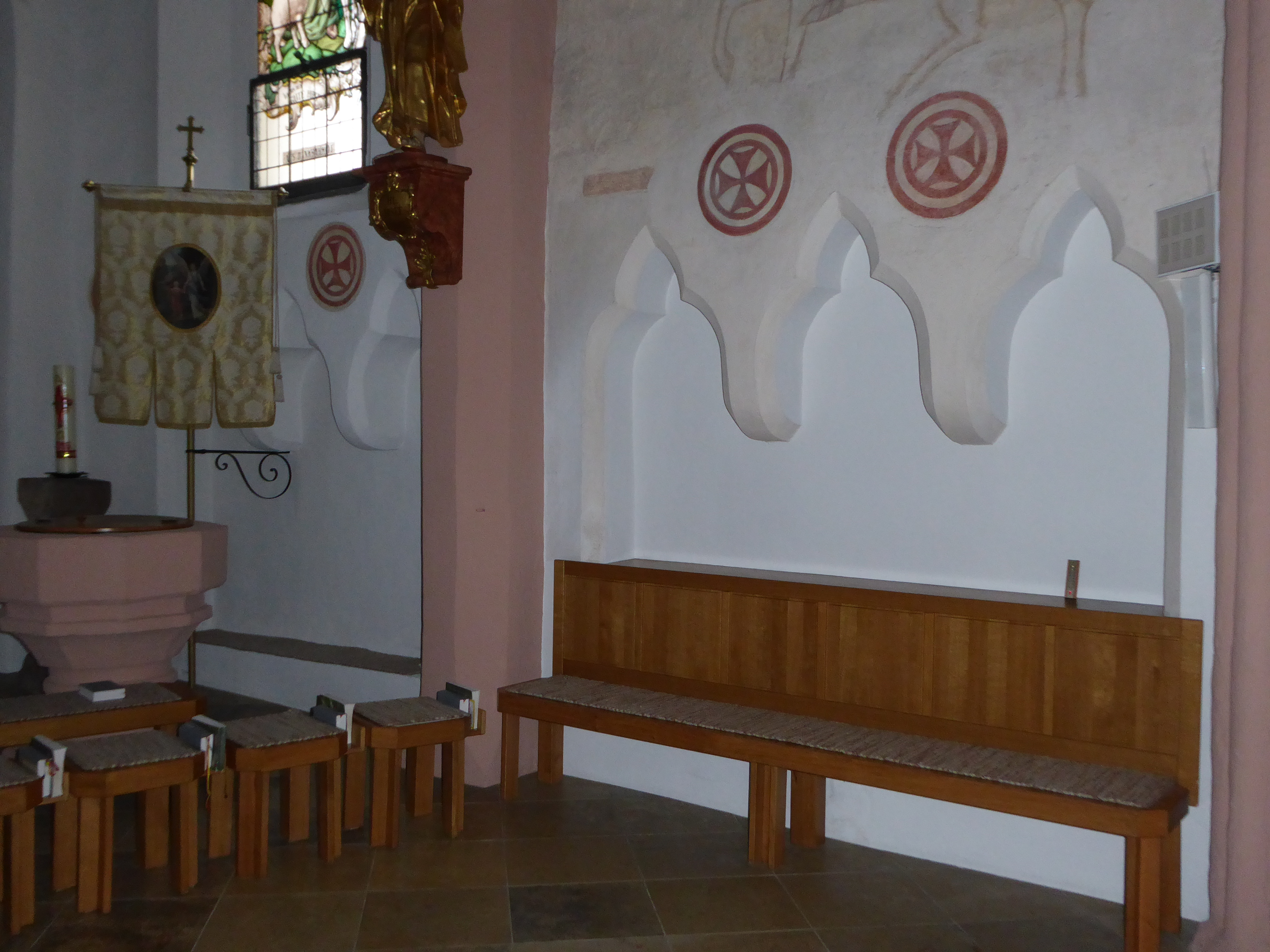
La sedilia ancienne et moderne de l'église Saint-Martin am Ybbsfelde (de)